# Бейли, Хлоя
Хлоя Элизабет Бейли (англ. Chloe Elizabeth Bailey; род. 1 июля 1998, Атланта, Джорджия), также известная под своим одноимённым сценическим псевдонимом Chlöe, — американская певица, автор песен, актриса и продюсер. Наиболее известна в составе музыкального дуэта Chloe x Halle со своей сестрой Хэлли Бейли, вместе они получили пять номинаций на премию Грэмми с 2018 года. В 2021 году дебютировала как сольная исполнительница с «Have Mercy» в качестве ведущего сингла с её грядущего сольного дебютного студийного альбома.

## Карьера
Хлоя Бейли выросла в Мейблтоне, штат Джорджия, со своей сестрой Хэлли Бейли и младшим братом Брэнсоном Бейли (род. 3 октября 2005), а затем переехала в Лос-Анджелес в середине 2012 года. Находясь в Джорджии, она играла второстепенные роли в фильмах, в том числе «Борьба с искушениями» (2003) с Бейонсе в главной роли и диснеевском телефильме «Пусть светит» (2012). Их отец начал учить их писать песни в возрасте десяти и восьми лет соответственно. Они запустили канал на YouTube в возрасте 13 и 11 лет соответственно с кавером на песню Бейонсе «Best Thing I Never Had». Впервые они выступили как Chloe x Halle, когда загружали на этот канал каверы на поп-песни. Дуэт дебютировал в ток-шоу, когда они появились на «Шоу Эллен Дедженерес» в апреле 2012 года. В сентябре 2013 года Хлоя сыграла эпизодическую роль в диснеевском сериале «Остин и Элли», исполнив песню «Unstoppable».
В 2018 году Бейли получила роль Джазлин «Джаз» Форстер в сериале «Повзрослевшие» после того. Песня «The Kids Are Alright» также прозвучала на премьере сериала. Она ушла из сериала в конце четвертого сезона, когда её персонаж окончила колледж.
В ноябре 2019 года было объявлено, что Бейли присоединилась к актёрскому составу фильма ужасов «Экзорцизм» режиссёров М. А. Фортина и Джошуа Джона Миллера. Она также снялась вместе с Мэделин Петш в психологической драме 2022 года «Джейн».
В августе 2021 года Бейли объявила о выпуске своего дебютного сольного сингла "Have Mercy" в качестве ведущего сингла со своего грядущего дебютного сольного студийного альбома. Перед этим она выпустила несколько тизеров с этой пластинки, спродюсированной Murda Beatz. Она сообщила, что альбом «готов на 90 %» и что он больше ориентирован на поп-музыку. 12 сентября Бейли исполнила «Have Mercy» на главном шоу MTV Video Music Awards 2021. На 53-й церемонии вручения наград NAACP Image Awards Бейли была номинирована в трёх категориях, включая «Выдающуюся артистку» и «Выдающуюся песню в стиле соул / R&B» за «Have Mercy».
В конце августа Бейли вместе с Кешей и Мейсоном Гудингом снялась в подкасте Electric Easy, музыкальном нео-нуарном научно-фантастическом шоу, действие которого происходит в футуристическом Лос-Анджелесе, где люди изо всех сил пытаются сосуществовать с роботами, известными как «электрики». Шоу было создано Ваней Ашер, а исполнительным продюсером выступила Кеша. Премьера подкаста состоялась 30 августа 2021 года.
В апреле 2022 года Бейли выпустила «Treat Me» с сопровождающим видеоклипом в качестве второго сольного сингла со своего грядущего альбома. Она объяснила, что вдохновение для песни пришло после разрыва, когда она подумала: «Мне пора просто подарить себе любовь, которую я ищу».

## Стилистика
Наибольшее музыкальное влияние на Бейли оказала американская певица Бейонсе, и она также заявила, что Келис оказывает на неё большое влияние. Её также вдохновляют такие исполнители, как Граймс, Мисси Эллиотт, Имоджен Хип, Tune-Yards и современный R&B в целом.

## Фильмография
| Год  | Фильм                                | Роль                                   | Прим.                       |               |
| ---- | ------------------------------------ | -------------------------------------- | --------------------------- | ------------- |
| 2003 | «Борьба с искушениями»               | Янг Лилли                              |                             | [ 29 ]        |
| 2006 | «Последний праздник»                 | Анна                                   |                             | [ 30 ]        |
| 2008 | «Познакомьтесь с Браунами»           | Тоша                                   |                             | [ 31 ]        |
| 2009 | «Госпел Хилл»                        | Анна                                   |                             | [ 32 ]        |
| 2012 | «Пусть это сияет»                    | Член хора                              |                             | [ 33 ]        |
| 2012 | «Радостный шум»                      | Участник хора «Богоматерь вечных слез» |                             | [ 34 ]        |
| 2016 | «Бейонсе: Лимонад»                   | Камея                                  | Сегмент: интро " Всю ночь " | [ 35 ]        |
| 2018 | «Дети в порядке»                     | Саму себя                              | Короткометражный фильм      | [ 36 ]        |
| 2021 | «Почему Солнце и Луна живут на небе» | Луна                                   | Короткометражный фильм      | [ 37 ]        |
| 2021 | «Хлоя Бейли, представленная Fendi»   | Саму себя                              | Короткометражный фильм      | [ 38 ]        |
| 2022 | «Джейн»                              | Иззи                                   |                             |               |
| 2024 | «Экзорцизм»                          | Блейк Холлоуэй                         |                             | [ 39 ] [ 40 ] |

### Телевидение
| Год       | Название                        | Роль        | Примечания                           |        |
| --------- | ------------------------------- | ----------- | ------------------------------------ | ------ |
| 2012      | «Шоу Эллен Дедженерес»          | «Саму себя» | Эпизод от 9 апреля 2012 года         | [ 10 ] |
| 2013      | «Остин и Элли»                  | Саму себя   | Эпизод: «Лунная неделя и наставники» | [ 41 ] |
| 2018      | «Дикий и вне»                   | Саму себя   | Эпизод: «Хлоя х Галле»               | [ 42 ] |
| 2018—2022 | «Повзрослевшие»                 | Джазлин     | Главная роль (1-4 сезоны)            | [ 43 ] |
| 2020      | «Семейное пение Диснея: Том II» | Саму себя   | Специальное телевидение              | [ 44 ] |
| 2020      | «Шоу Келли Кларксон»            | Саму себя   | Эпизод от 9 июля 2020 года           | [ 45 ] |
| 2020      | «Праздничное пение Диснея»      | Саму себя   | Специальное телевидение              | [ 46 ] |
| 2020      | «Черноватый»                    | Джазлин     | Эпизод «Любовь, лодка»               | [ 46 ] |
| 2021      | «Карди пытается»                | Саму себя   | Эпизод «Карди пробует дикую природу» |        |

### Видеоклипы
- «Have Mercy» (2021)
- «Treat Me» (2022)
- «Surprise» (2022)
- «You&Me» (2022)